# Nothosauroidea
Super-famille
Familles de rang inférieur
- Corosauridae
- Cymatosauridae
- Lariosauridae
- Nothosauridae

Nothosauroidea, les nothosaures, sont une super-famille éteinte de sauroptérygiens définie par Young en 1965. Cette super-famille regroupe quatre familles.
Apparentés aux plésiosaures, les nothosaures forment une super-famille distincte. Ces deux super-familles possèdent une origine commune, mais aucune ne précède ou ne succède à l'autre. Ce point reste toutefois débattu par la communauté scientifique, certains considérant les nothosauroidés comme les ancêtres des plésiosauroidés (eux-mêmes considérés comme les ancêtres de la super-famille des pliosaures).